# За правду (газета, 1944)
«За правду» — газета, выходившая в 1944 году в Новогрудке на белорусском языке.

## История
Издавалась с 24 февраля по 29 июня 1944 года в Новогрудке на белорусском языке под контролем немецких оккупационных властей. Ответственный редактор — Михась Рагуля.
В нём публиковались информация и комментарии о событиях на фронтах Великой Отечественной войны, постановления оккупационных властей и Белорусской Центральной Рады, выступления руководителей белорусских организаций. Она писала о деятельности Белорусской народной самопомощи, Союза белорусской молодежи, борьбе с советскими партизанскими отрядами.
На страницах газеты размещены очерки по истории и этнографии Беларуси (о Льве Сапеге, истории Несвижа, свадебных обычаях Новогрудщины и др.), стихи и прозаические произведения А. Кахановской, Тодара Лебяды , А. Чемера, Я. Шипшина и другие.
Вышло 37 номеров.